# Мытищи (Костромская область)
Мытищи — деревня в Макарьевском районе Костромской области. Входит в состав Нежитинского сельского поселения.

## География
Находится в юго-восточной части Костромской области на расстоянии приблизительно 56 км на юг-юго-запад по прямой от районного центра города Макарьев на правом берегу Унжи.

## История
Известна с 1858 года, когда здесь было учтено 25 дворов, 67 мужчин и 65 женщин, в 1907 году отмечено было 36 дворов. В деревне Мытищи несколько домов, украшенных резьбой, были построены известным плотником-умельцем Е.С.Зириным. Из них сохранился дом Г. М. Серова 1865 года постройки. Сам Зирин родился в деревне Яблоново и строил суда и баржи в Сокольском затоне на реке Волге. Сейчас один из домов, построенных Зириным в деревне Мытищи, перевезен в Костромской музей деревянного зодчества.

## Население
Постоянное население составляло 132 человека (1858 год), 133 (1872), 149 (1897), 212 (1907), 8 в 2002 году (русские 87 %), 1 в 2022.